# Snökedja

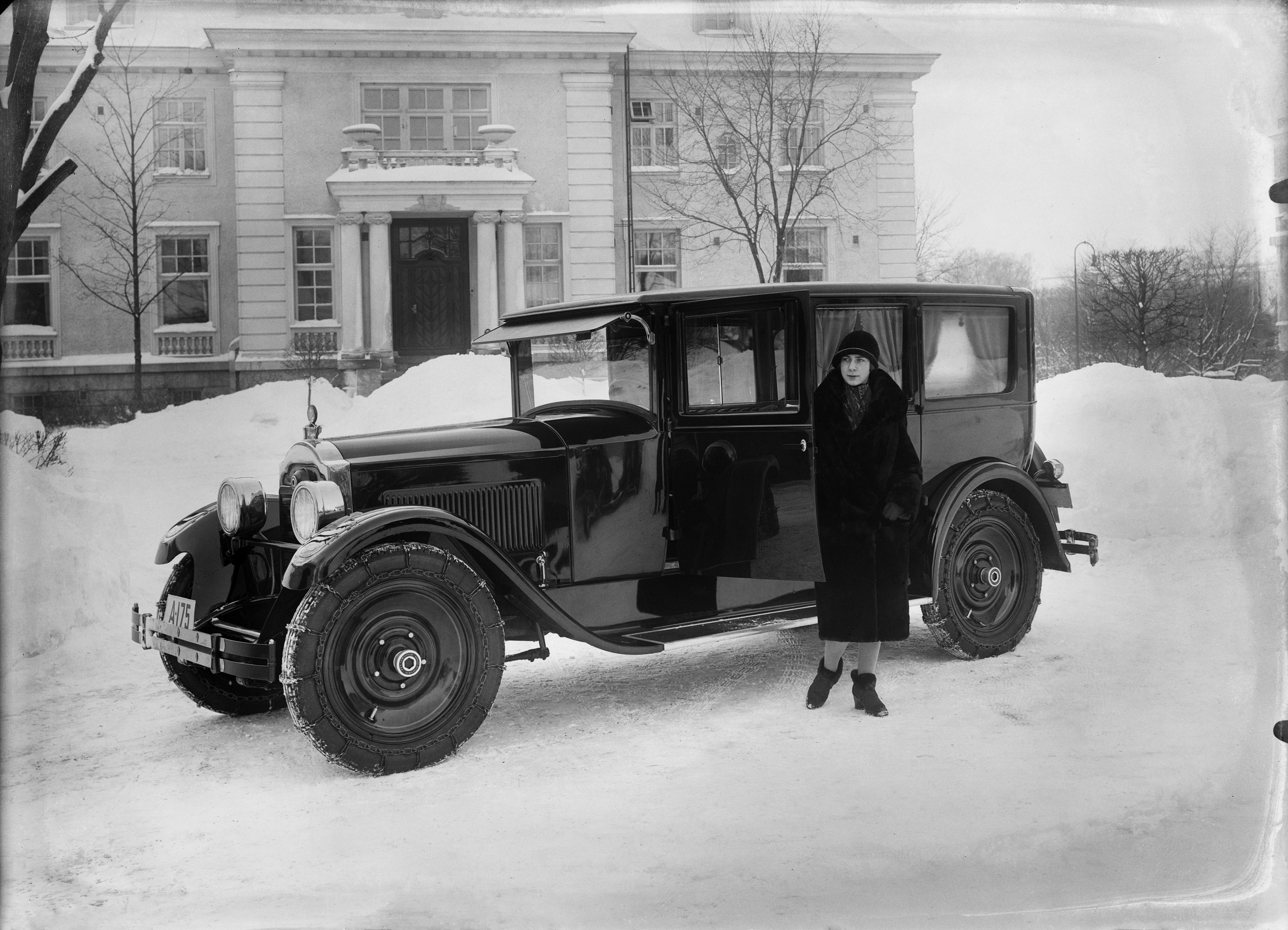
Packard med snökedjor på Östra Allén i Brunnsparken i Helsingfors

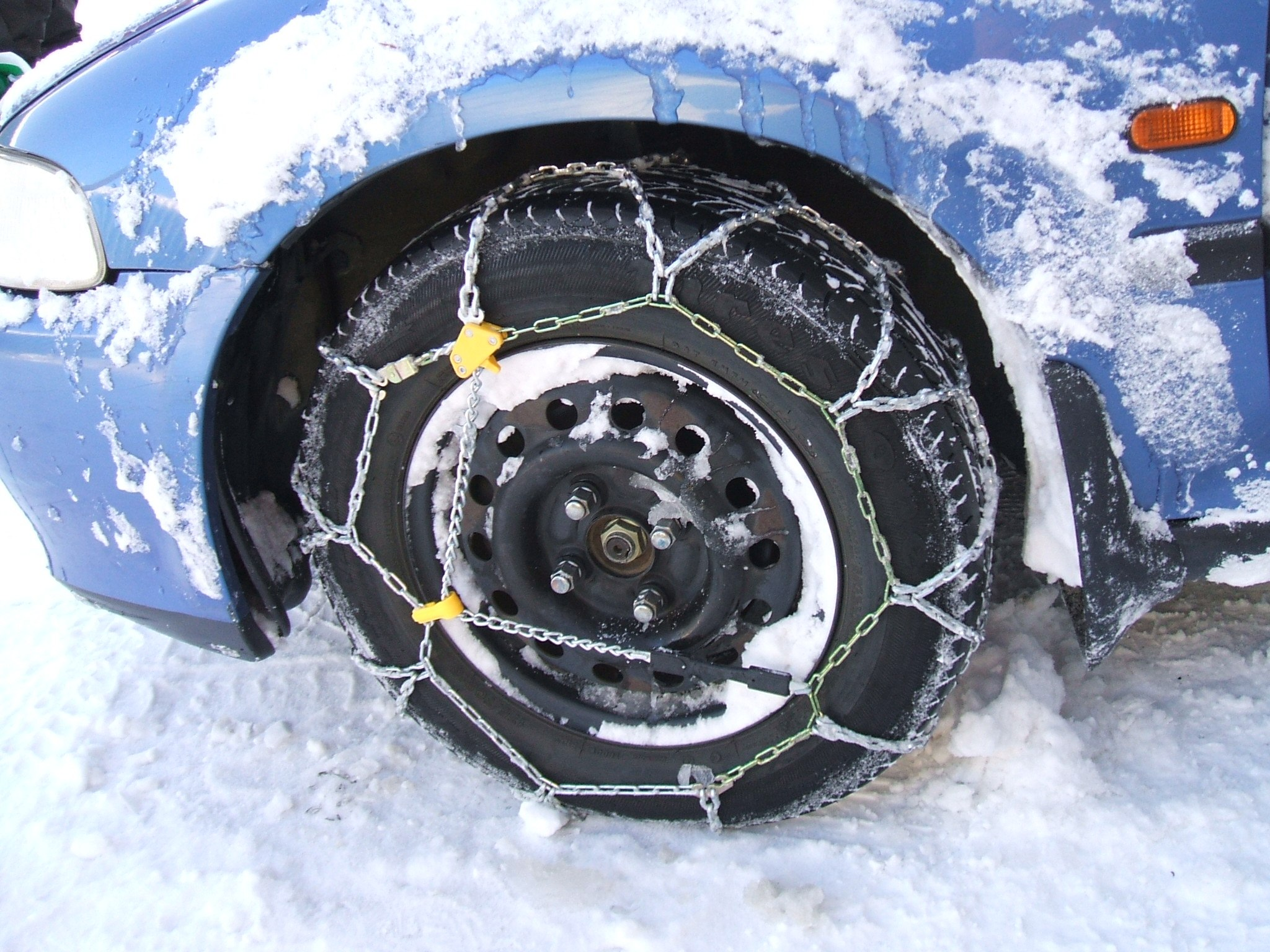
Snökedjor monterade på framdäcket på en bil.

Snökedjor är ett hjälpmedel till fordon som kör på vägar som är täckt med snö och monteras på däcken. En snökedja består av kedjeelement fästa över däcken som bildar ett rutformigt nät för att ge bättre grepp i snön. Olika typer av snökedjor fästs på olika sätt på fälgen, beroende på om de är avsedda för tillfällig eller mer permanent användning.
Snökedjor används framförallt i områden där det inte snöröjs och man alltså behöver mer grepp än vad vanliga dubbdäck kan ge. Att använda snökedjor på bara vägar innebär ett ökat slitage på både väg och kedjor, och man bör inte köra snabbare än 50 km/h med dem.

## Historia
Snökedjan ska ha uppfunnits av amerikanen Harold D. Weed från Canastota den 23 augusti 1904.
1912 kommersialiserades de första snökedjorna av snökedjetillverkaren Pewag.